# Xysticus concinnus
Xysticus concinnus är en spindelart som beskrevs av Kroneberg 1875. Xysticus concinnus ingår i släktet Xysticus och familjen krabbspindlar. Inga underarter finns listade i Catalogue of Life.